# Nelly Chávez
Nelly Chávez (Sucre, 17 de diciembre de 1945) es un exatleta boliviana de larga distancia que compitió en la maratón femenina de los Juegos Olímpicos de Los Ángeles 1984.

## Trayectoria
Se clasificó para los Juegos Olímpicos en 1984 tras conseguir el año anterior su mejor marca personal en maratón con un tiempo de 2:48:32. No pudo mejorar este tiempo en Los Ángeles, terminando la prueba en 42.º lugar con un tiempo de 2:51:35. En 1987 compitió en la maratón de los Juegos Panamericanos de 1987, donde terminó en sexto lugar con un tiempo de 3.02.48.